# 100 meter häck för damer i friidrott vid olympiska sommarspelen 2020
Damernas 100 meter häck vid olympiska sommarspelen 2020  avgjordes mellan den 31 juli och 2 augusti 2021 på Tokyos Olympiastadion i Japan. 40 deltagare från 28 nationer deltog i tävlingen. Det var 13:e gången grenen fanns med i ett OS och den har funnits med i varje OS sedan 1972.
Jasmine Camacho-Quinn från Puerto Rico tog guld efter ett lopp på 12,37 sekunder. Silvermedaljen togs av amerikanska Kendra Harrison på tiden 12,52 sekunder och bronsmedaljen gick till Megan Tapper från Jamaica som sprang i mål på 12,55 sekunder.

## Rekord
Innan tävlingens start fanns följande rekord:
| Världsrekord     | Kendra Harrison (USA) | 12,20 | London, Storbritannien | 22 juli 2016   |
| Olympiskt rekord | Sally Pearson (AUS)   | 12,35 | London, Storbritannien | 7 augusti 2012 |

| Område                                   | Tid (s)    | Vind | Idrottare        | Nation     |
| ---------------------------------------- | ---------- | ---- | ---------------- | ---------- |
| Afrika                                   | 12,44      | +0,4 | Glory Alozie     | Nigeria    |
| Asien                                    | 12,44      | –0,8 | Olga Shishigina  | Kazakstan  |
| Europa                                   | 12,21      | +0,7 | Yordanka Donkova | Bulgarien  |
| Nordamerika, Centralamerika och Karibien | 12,20 0VR0 | +0,3 | Kendra Harrison  | USA        |
| Oceanien                                 | 12,28      | +1,1 | Sally Pearson    | Australien |
| Sydamerika                               | 12,71      | +0,1 | Maurren Maggi    | Brasilien  |

Följande rekord slogs under tävlingen:
| Datum     | Omgång    | Idrottare             | Land        | Tid   | Rekord |
| --------- | --------- | --------------------- | ----------- | ----- | ------ |
| 1 augusti | Semifinal | Jasmine Camacho-Quinn | Puerto Rico | 12,26 | 0OR0   |

Följande nationsrekord slogs under tävlingen:
| Land        | Idrottare             | Omgång    | Tid   | Noteringar |
| ----------- | --------------------- | --------- | ----- | ---------- |
| Italien     | Luminosa Bogliolo     | Semifinal | 12,75 |            |
| Puerto Rico | Jasmine Camacho-Quinn | Semifinal | 12,26 | 0OR0       |
| Liberia     | Ebony Morrison        | Semifinal | 12,74 |            |

## Schema
Alla tider är UTC+9.
| Datum                 | Tid   | Omgång      |
| --------------------- | ----- | ----------- |
| Lördag 31 juli 2021   | 9:00  | Försöksheat |
| Söndag 1 augusti 2021 | 19:00 | Semifinaler |
| Tisdag 2 augusti 2021 | 9:00  | Final       |

## Resultat

### Försöksheat
Kvalificeringsregler: De fyra första i varje heat 0Q0 samt de fyra snabbaste tiderna 0q0 gick vidare till semifinalerna.
Vind: Heat 1: +1,0 m/s; Heat 2: +0,4 m/s; Heat 3: +0,4 m/s; Heat 4: -1,1 m/s; Heat 5: +0,3 m/s

#### Heat 1
| Placering | Bana | Idrottare        | Nation         | Tid   | Noteringar |
| --------- | ---- | ---------------- | -------------- | ----- | ---------- |
| 1         | 6    | Andrea Vargas    | Costa Rica     | 12,71 | 0Q0, 0SB0  |
| 2         | 9    | Nadine Visser    | Nederländerna  | 12,72 | 0Q0, 0SB0  |
| 3         | 8    | Gabbi Cunningham | USA            | 12,83 | 0Q0        |
| 4         | 5    | Cindy Sember     | Storbritannien | 13,00 | 0Q0        |
| 5         | 3    | Jiamin Chen      | Kina           | 13,09 |            |
| 6         | 4    | Reetta Hurske    | Finland        | 13,10 |            |
| 7         | 2    | Ayako Kimura     | Japan          | 13,25 |            |
| 8         | 7    | Ricarda Lobe     | Tyskland       | 13,43 |            |

#### Heat 2
| Placering | Bana | Idrottare         | Nation     | Tid   | Noteringar |
| --------- | ---- | ----------------- | ---------- | ----- | ---------- |
| 1         | 6    | Kendra Harrison   | USA        | 12,74 | 0Q0        |
| 2         | 3    | Liz Clay          | Australien | 12,87 | 0Q0        |
| 3         | 2    | Luminosa Bogliolo | Italien    | 12,93 | 0Q0        |
| 4         | 4    | Elvira Herman     | Belarus    | 12,95 | 0Q0        |
| 5         | 7    | Mulern Jean       | Haiti      | 12,99 | 0q0, 0SB0  |
| 6         | 9    | Ebony Morrison    | Liberia    | 13,00 | 0q0        |
| 7         | 8    | Sarah Lavin       | Irland     | 13,16 |            |
| 8         | 5    | Laura Valette     | Frankrike  | 14,52 |            |

#### Heat 3
| Placering | Bana | Idrottare          | Nation       | Tid   | Noteringar |
| --------- | ---- | ------------------ | ------------ | ----- | ---------- |
| 1         | 4    | Tobi Amusan        | Nigeria      | 12,72 | 0Q0        |
| 2         | 8    | Yanique Thompson   | Jamaica      | 12,74 | 0Q0        |
| 3         | 6    | Pia Skrzyszowska   | Polen        | 12,75 | 0Q0, 0PB0  |
| 4         | 9    | Devynne Charlton   | Bahamas      | 12,84 | 0Q0        |
| 5         | 7    | Annimari Korte     | Finland      | 13,06 |            |
| 6         | 3    | Marthe Koala       | Burkina Faso | 13,11 |            |
| 7         | 2    | Masumi Aoki        | Japan        | 13,59 |            |
| —         | 5    | Elisavet Pesiridou | Grekland     | —     | 0DNF0      |

#### Heat 4
| Placering | Bana | Idrottare           | Nation    | Tid   | Noteringar |
| --------- | ---- | ------------------- | --------- | ----- | ---------- |
| 1         | 9    | Britany Anderson    | Jamaica   | 12,67 | 0Q0        |
| 2         | 3    | Christina Clemons   | USA       | 12,91 | 0Q0        |
| 3         | 4    | Luca Kozák          | Ungern    | 12,97 | 0Q0        |
| 4         | 7    | Pedrya Seymour      | Bahamas   | 13,04 | 0Q0        |
| 5         | 5    | Elisa Di Lazzaro    | Italien   | 13,08 |            |
| 6         | 2    | Teresa Errandonea   | Spanien   | 13,15 |            |
| 7         | 8    | Ketiley Batista     | Brasilien | 13,40 |            |
| —         | 6    | Cyréna Samba-Mayela | Frankrike | —     | 0DNS0      |

#### Heat 5
| Placering | Bana | Idrottare             | Nation         | Tid   | Noteringar |
| --------- | ---- | --------------------- | -------------- | ----- | ---------- |
| 1         | 2    | Jasmine Camacho-Quinn | Puerto Rico    | 12,41 | 0Q0        |
| 2         | 5    | Megan Tapper          | Jamaica        | 12,53 | 0Q0, 0PB0  |
| 3         | 8    | Anne Zagré            | Belgien        | 12,83 | 0Q0, 0SB0  |
| 4         | 6    | Tiffany Porter        | Storbritannien | 12,85 | 0Q0        |
| 5         | 4    | Asuka Terada          | Japan          | 12,95 | 0q0        |
| 6         | 3    | Klaudia Siciarz       | Polen          | 12,98 | 0q0        |
| 7         | 9    | Zoë Sedney            | Nederländerna  | 13,03 |            |
| 8         | 7    | Ditaji Kambundji      | Schweiz        | 13,17 |            |
| 9         | 1    | Ana Camila Pirelli    | Paraguay       | 13,98 | 0SB0       |

### Semifinaler
Kvalificeringsregler: De två första i varje heat 0Q0 samt de två snabbaste tiderna 0q0 gick vidare till finalen.
Vind: Heat 1: -0,8 m/s; Heat 2: +0,0 m/s; Heat 3: -0,2 m/s

#### Semifinal 1
| Placering | Bana | Idrottare         | Nation     | Tid   | Noteringar |
| --------- | ---- | ----------------- | ---------- | ----- | ---------- |
| 1         | 5    | Tobi Amusan       | Nigeria    | 12,62 | 0Q0        |
| 2         | 8    | Devynne Charlton  | Bahamas    | 12,66 | 0Q0        |
| 3         | 4    | Andrea Vargas     | Costa Rica | 12,69 | 0SB0       |
| 4         | 7    | Christina Clemons | USA        | 12,76 |            |
| 5         | 2    | Klaudia Siciarz   | Polen      | 12,84 | 0SB0       |
| 6         | 3    | Asuka Terada      | Japan      | 13,06 |            |
|           | 9    | Luca Kozák        | Ungern     |       | 0DNF0      |
|           | 6    | Yanique Thompson  | Jamaica    |       | 0DNF0      |

#### Semifinal 2
| Placering | Bana | Idrottare         | Nation         | Tid           | Noteringar |
| --------- | ---- | ----------------- | -------------- | ------------- | ---------- |
| 1         | 4    | Britany Anderson  | Jamaica        | 12,40         | 0Q0, 0PB0  |
| 2         | 7    | Kendra Harrison   | USA            | 12,51         | 0Q0        |
| 3         | 6    | Liz Clay          | Australien     | 12,71         | 0PB0       |
| 4         | 8    | Luminosa Bogliolo | Italien        | 12,75         | 0NR0       |
| 5         | 9    | Tiffany Porter    | Storbritannien | 12,86         |            |
| 6         | 5    | Pia Skrzyszowska  | Polen          | 12,89         |            |
| 7         | 2    | Mulern Jean       | Haiti          | 13,09 (0,088) |            |
| 8         | 3    | Pedrya Seymour    | Bahamas        | 13,09 (0,090) |            |

#### Semifinal 3
| Placering | Bana | Idrottare             | Nation         | Tid   | Noteringar      |
| --------- | ---- | --------------------- | -------------- | ----- | --------------- |
| 1         | 7    | Jasmine Camacho-Quinn | Puerto Rico    | 12,26 | 0Q0, 0OR0, 0NR0 |
| 2         | 4    | Megan Tapper          | Jamaica        | 12,62 | 0Q0             |
| 3         | 6    | Nadine Visser         | Nederländerna  | 12,63 | 0q0, 0SB0       |
| 4         | 8    | Gabbi Cunningham      | USA            | 12,67 | 0q0             |
| 5         | 9    | Elvira Herman         | Belarus        | 12,71 |                 |
| 6         | 2    | Ebony Morrison        | Liberia        | 12,74 | 0NR0            |
| 7         | 3    | Cindy Sember          | Storbritannien | 12,76 |                 |
| 8         | 5    | Anne Zagré            | Belgien        | 12,78 | 0SB0            |

### Final
Vind: -0,3 m/s
| Placering | Bana | Idrottare             | Nation        | Reaktionstid | Tid   | Noteringar |
| --------- | ---- | --------------------- | ------------- | ------------ | ----- | ---------- |
| 1         | 5    | Jasmine Camacho-Quinn | Puerto Rico   | 0,149        | 12,37 |            |
| 2         | 4    | Kendra Harrison       | USA           | 0,158        | 12,52 |            |
| 3         | 9    | Megan Tapper          | Jamaica       | 0,166        | 12,55 |            |
| 4         | 6    | Tobi Amusan           | Nigeria       | 0,161        | 12,60 |            |
| 5         | 3    | Nadine Visser         | Nederländerna | 0,152        | 12,73 |            |
| 6         | 8    | Devynne Charlton      | Bahamas       | 0,144        | 12,74 |            |
| 7         | 2    | Gabbi Cunningham      | USA           | 0,172        | 13,01 |            |
| 8         | 7    | Britany Anderson      | Jamaica       | 0,164        | 13,24 |            |